# 중등학교 졸업 증명
중등학교 졸업 증명(school leaving qualification)은 중등학교(중학교 및 고등학교)를 최종 졸업할 때 수여되는 자격이다. 국가 또는 지역에 따라 고등학교 졸업장, 고등학교 졸업 증명, 고등학교 일반 증명 또는 학교 증명 등으로 불린다. 고등학교 졸업장 또는 이와 동등한 자격을 취득하기 위한 요구 사항은 나라 및 지역마다 다르다.

## 각 나라 별 졸업 증명
미국과 캐나다에서 고등학교 졸업 자격은 고등학교 학위(high school diploma)의 취득을 뜻한다.
잉글랜드와 웨일즈의 중등학교 졸업 자격은 학생의 선택에 따라 GCE(General Certificate of Education) A 레벨 또는 BTEC(Business and Technology Education Council)이 될 수 있다. 학생들은 14-16세(10학년 및 11학년)에 GCSE(중등 교육 일반 수료) 시험을 본 뒤 졸업 자격을 취득할 수 있다. 스코틀랜드에서는 상위 고등 자격(Advanced Higher)을 취득해야 하는데, 이는 대학 입학 자격 시험인 스코틀랜드 고등 시험(Scottish Higher)을 포함한다. 아일랜드에서 고등학교 졸업 증명 자격은 졸업 증명 시험(Leaving Cert)이다. 
독일의 졸업 증명 자격은 아비투어이며, 프랑스의 졸업 증명 자격은 바칼로레아이다. 루마니아에서는 루마니아 바칼로레아(Romanian Baccalaureate)를 취득해야 하며, 벨기에에서는 CESS(Certificat d'enseignement secondaire supérieur)를 취득해야 한다. 이탈리아, 스위스, 알바니아, 체코, 폴란드, 오스트리아, 헝가리, 불가리아, 보스니아 헤르체고비나, 크로아티아, 슬로바키아, 슬로베니아 및 유럽의 여러 국가 에서는 마투라(Matura)라는 이름의 졸업 증명 시험이 있다. 이탈리아에서는 이것을 마투라 학위(Diploma di maturità)라고 불린다. 
이스라엘에서 고등학교 졸업을 하기 위해서는 히브리어로 "성숙"을 의미하는 바그루트(Bagrut) 졸업 고사를 통과해야 한다. 
남아프리카 공화국에서는 NSC(National Senior Certificate)를 취득해야 한다. 감비아, 가나, 라이베리아, 나이지리아, 시에라리온에서는 서아프리카 시니어 스쿨 수료증(Western Africa Senior School Certificate)이 요구된다. 짐바브웨에서 고등학교 졸업 자격은 짐바브위 GCE(ZIMSEC GCE)의 고급 등급이다.
인도에서는 학교 졸업 증명(School Leaving Certificate)을 취득해야 중등학교를 졸업할 수 있다.

## 같이 보기
- 성적표
- 대학 입학
- 대학 입학 시험